# Vlag van Bierum

Vlag van Bierum
(1979-1990)

De vlag van Bierum werd op 11 juni 1979 door de gemeenteraad van Bierum vastgesteld als gemeentevlag.
In 1990 verviel de vlag toen Bierum opging in de gemeente Delfzijl. Sinds 2021 valt Bierum onder de gemeente Eemsdelta.

## Beschrijving en verklaring
De vlag kan als volgt worden beschreven:
Een gele broeking met een breedte van de helft van de vlaghoogte, beladen met 6 rode klaverbladen geplaatst 2,2,2, en de vlucht verdeeld in vijf gelijke horizontale banen afwisselend in blauw en wit.
De kleuren wit, rood en blauw en de horizontale banen in de vlucht zijn ontleend aan het gemeentewapen; de herkomst van de klaverbladen en de kleur geel is onbekend.

## Dorpsvlag

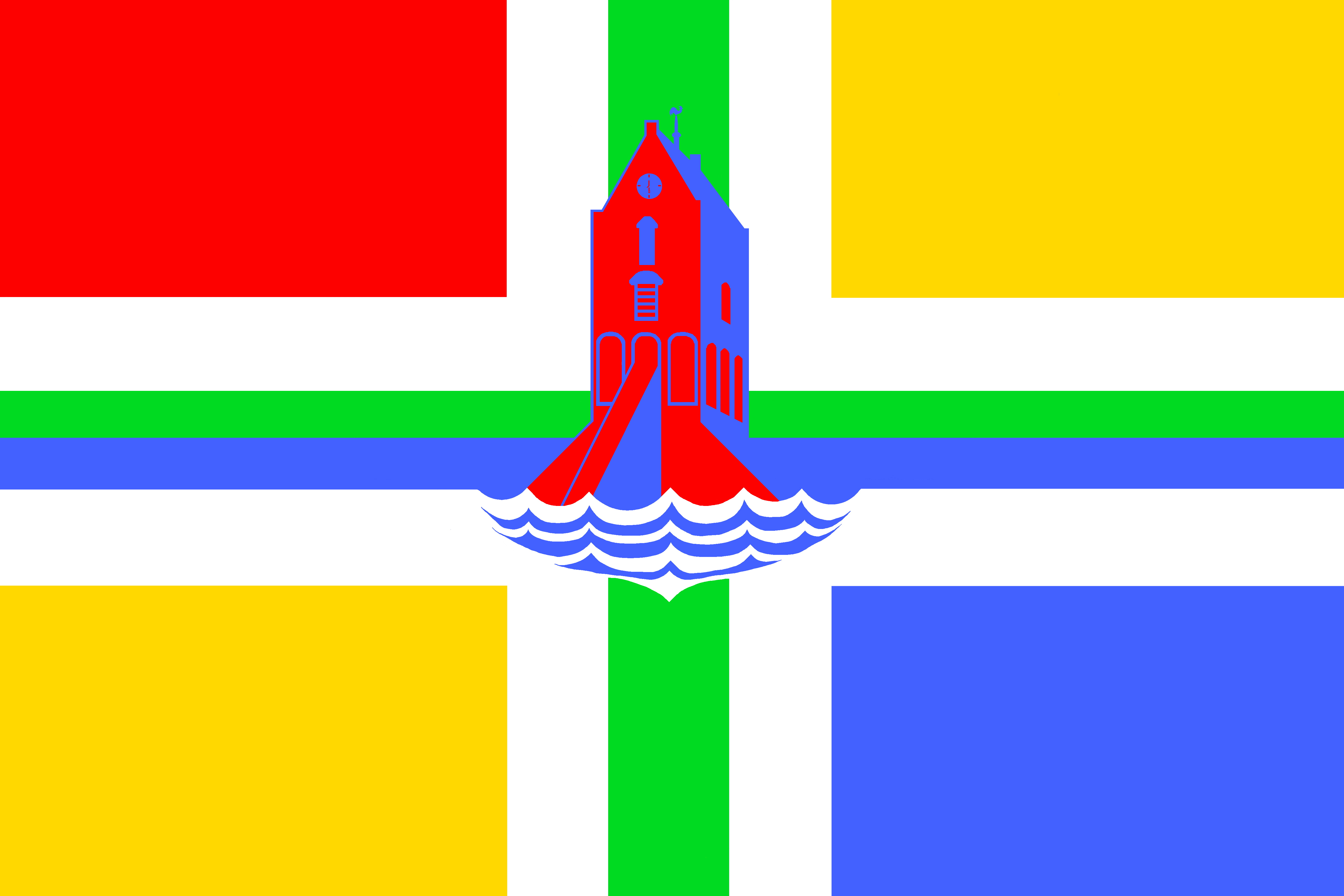
Dorpsvlag van Bierum

De dorpsvlag van Bierum werd door de Stichting Dorpsbelangen vastgesteld. De vier hoeken van de vlag hebben de kleuren rood-geel-geel-blauw. Het witte kruis in het midden van de vlag met een verticale groene baan verwijst naar de Groningse vlag. De horizontale groen-blauwe baan verbeeld de zee en de zeedijk van de Eems. In het midden van de vlag zien we net als in het gemeentewapen een kerktoren oprijzen uit de golven, als symbool van de eeuwen lange strijd tegen het water. Was er in  het gemeentewapen nog sprake van een Groninger toren met zadeldak zoals er bijvoorbeeld ook in Godlinze of Loppersum staan.

## Verwante afbeelding

Het wapen van Bierum